# An Sgùrr
An Sgùrr är ett berg i Storbritannien.   Det ligger i kommunen Highland och riksdelen Skottland, i den nordvästra delen av landet, 700 km nordväst om huvudstaden London. Toppen på An Sgùrr är 394 meter över havet. An Sgùrr ligger på ön Eigg.
Terrängen runt An Sgùrr är kuperad norrut, men åt sydost är den platt.